# 22467 Кохарумі
22467 Кохарумі (22467 Koharumi) — астероїд головного поясу, відкритий 30 січня 1997 року.
Тіссеранів параметр щодо Юпітера — 3,539.